# 더 빨리 푸시캣, 죽여라 죽여
《더 빨리 푸시캣, 죽여라 죽여》(영어: Faster, Pussycat! Kill! Kill!)는 1965년 개봉한 미국의 엑스플로이테이션 영화이다. 러스 마이어가 감독과 공동각본을 맡았다.

## 출연

### 주연
- 터라 사타나
- 하지

### 조연
- 스튜어트 랭커스터
- 폴 트링카
- 존 펄롱